# Whitestar
Whitestar is een Nederlandse familiefilm geregisseerd door Jamel Aattache, naar een idee van Britt Dekker. Dekker maakte tevens met deze film haar acteerdebuut, samen met haar paard George. De film kwam op 9 oktober 2019 uit en was te zien in de Nederlandse bioscopen. In november van dat jaar werd de film internationaal uitgebracht in Frankrijk en Duitsland en maakte streamingdienst Netflix de film beschikbaar in de VS.

## Verhaal
Megan en haar beste vriendin Julia werken bij de stal van paardenhandelaar Alex. Megan hoopt ooit een succesvolle dressuurrijder te worden, een droom die uit lijkt te komen wanneer het paard Whitestar op haar pad komt. Het lukt Alex niet om met Whitestar succesvol wedstrijden te rijden, maar onder Megans leiding blijkt Whitestar een echte winnaar.

## Rolverdeling
- Britt Dekker als Megan
- Haar paard George als Whitestar
  - Richelle Plantinga als jonge Megan
- Sterre van Woudenberg als (jonge) Julia
  - Florence Vos Weeda als (oudere) Julia
- Valentijn Avé als (jonge) Eddy
  - Matt Harnacke als (oudere) Eddy
- Kees Boot als Alex
- Sterre Koning als Angela
- Tina de Bruin als Marianne
- Victoria Koblenko als dierenarts
- Loek Peters als handelaar
- Pim Wessels als Lennard
- Ton Does als Ron de paardentrainer
- Tim Douwsma als spreker
- Bart Klever als Gerrit
- Esra de Ruiter als zichzelf